# 兰策 (上莱茵省)
兰策（法語：Landser，发音：[lant͡səʁ]）是法国上莱茵省的一个市镇，属于米卢斯区（Mulhouse）布伦什塔特县（Brunstatt）。该市镇总面积3.04平方公里，2009年时的人口为1563人。

## 人口
兰策人口变化图示